# Matthew Renshaw
Matthew Douglas Renshaw (31 de octubre de 1964) es un deportista australiano que compitió en natación. Ganó cuatro medallas en el Campeonato Pan-Pacífico de Natación, en los años 1985 y 1991.

## Palmarés internacional
| Campeonato Pan-Pacífico | Campeonato Pan-Pacífico | Campeonato Pan-Pacífico | Campeonato Pan-Pacífico |
| Año                     | Lugar                   | Medalla                 | Prueba                  |
| ----------------------- | ----------------------- | ----------------------- | ----------------------- |
| 1985                    | Tokio (Japón)           | Medalla de plata        | 4 × 100 m estilos       |
| 1985                    | Tokio (Japón)           | Medalla de bronce       | 100 m libre             |
| 1985                    | Tokio (Japón)           | Medalla de bronce       | 4 × 100 m libre         |
| 1991                    | Edmonton (Canadá)       | Medalla de plata        | 4 × 100 m libre         |